# Орсоня
Орсо̀ня (на италиански: Orsogna, на местен диалект Ursògnë, Урсониъ) е малко градче и община в Южна Италия, провинция Киети, регион Абруцо. Разположен е на 432 m надморска височина. Населението на общината е 3950 души (към 2013 г.).